# Rinkeby-Kista
Rinkeby-Kista è una delle 14 circoscrizioni di Stoccolma.
L'area è principalmente suddivisa nei quartieri di Akalla, Husby, Kista e Rinkeby.